# Luftsportverein Borken
Der Luftsportverein Borken e. V. ist ein gemeinnütziger Verein, der im Jahre 1926 gegründet wurde und auf eine lange Tradition in Borken zurückblicken kann. Zunächst war er am Lünsberg im Höhenzug Die Berge, dem Fliegerberg, beheimatet, musste jedoch den Kasernen weichen und ist seit 1975 in Borken-Hoxfeld zu Hause.

## Allgemeines
Der Verein besteht aus etwa 230 Mitgliedern, die sich in die Segelflug-, Motorflug- und Ballonsportgruppe aufteilen.
Er unterhält neben der üblichen Infrastruktur eines Fluggeländes unter anderem vier Hangars, einen Tower, zwei Werkstätten, einen Fahrzeugpark, und ein Clubheim. Diese Einrichtungen stellt der Verein auch der Luftsportgruppe Bocholt e.V. und dem Coesfelder Luftsportverein e.V. zur Verfügung. Die 3 Vereine bilden am Flugplatz Borken-Hoxfeld eine Schulungsgemeinschaft.

## Segelflug
Die Jugendarbeit und die Ausbildung des fliegerischen Nachwuchses ist ein Schwerpunkt des LSV Borken und wird intensiv betrieben. Die Ausbildung zum Segelflugzeugführer erfolgt durch die ehrenamtlichen Fluglehrer auf den Schulungsdoppel- und, im späteren Ausbildungsverlauf, Einsitzer.

Der Verein bietet seinen Mitgliedern vom einfachen Holzflugzeug bis zum modernen Hochleistungssegelflugzeug aus glasfaserverstärkten Kunststoff eine breite Auswahl verschiedener Flugzeugtypen, der jedem Ausbildungsstand gerecht wird. So bietet der Flugzeugpark die Möglichkeit zu Schulungsflügen, Spaßflügen rund um den Flugplatz, Kunstflügen, Urlaubsflügen, Strecken- und Wettbewerbsflügen.

Der Luftsportverein Borken hat im Laufe seiner Geschichte sowohl deutsche als auch Weltmeister gestellt. So war z. B. Jörg Weidemann mit der deutschen Mannschaft Weltmeister 2008. Bei den dezentralen Meisterschaften wurden in den vergangenen Jahren regelmäßig vordere Platzierungen erzielt.

## Motorflug
Im LSV Borken wird Motorflug in der Motorfluggruppe Borken e.V. betrieben. Der Flugzeugpark besteht aus vier Motormaschinen, zwei Motorseglern und einem Ultraleichtflugzeug.

## Ballonsport
Ballonsport wird im LSV Borken von etwa 12 Mitgliedern in der Ballonsportgruppe Borken e.V. betrieben. Die Ballonsportgruppe besitzt einen Ballonpark von zwei Ballonen. Mit diesen werden regelmäßig Fahrten vom Flugplatz Borken-Hoxfeld aus gemacht.